# Ștefan Lemny
Ștefan Lemny (n. 20 iunie 1952, Beia, România) este un istoric franco-român, specializat în istoria secolului al XVIII-lea și în istoria culturală.

## Biografie
Descinde dintr-o familie de suceveni, în legătură incertă cu unele nume atestate în secolul XVIII. Absolvent al Liceului „Ștefan cel Mare” din Suceava în 1972, a urmat studiile la Facultatea de Istorie din cadrul Universității „Alexandru Ioan Cuza” din Iași pentru care obține Diploma de merit (1976). Prin repartiție, a fost numit restaurator muzeograf la Complexul muzeistic din Iași de unde s-a transferat, în 1979 la Biblioteca Centrală Universitară din Iași, serviciul de carte rară și manuscrise. Din 1983 până în 1990, a fost cercetător la Institutul de Istorie din Iași. În 1990 s-a stabilit în Franța, activând din septembrie 1991 la Biblioteca naționala a Franței, unde a fost responsabilul colecțiilor de istorie pentru Europa centrală și orientală. 
Este căsătorit cu Doina Lemny, istoric de artă, specialistă în opera lui Constantin Brâncuși (1977), tatăl lui Sebastian Dorin Lemny (1980-2023).

## Activitate științifică
A început activitatea de cercetare prin elaborarea unei bibliografii despre istoria românilor în secolul al XVIII-lea. Concomitent, a adâncit studiul unor aspecte culturale și ideologice, subiectul tezei de doctorat susținută la Universitatea „Alexandru Ioan Cuza” din Iași în 1984, publicată în parte sub titlul Originea și cristalizarea ideii de patrie în cultura română (1986) și apreciată drept « o solidă introducere în istoria culturii noastre moderne ». Cea mai substanțială contribuție o reprezintă cartea Sensibilitate și istorie în secolul XVIII românesc (1990), elaborată sub influența Școlii Analelor și a istoriei mentalităților. 
Stabilit în Franța (1990), a elaborat un memoriu DEA privind atitudinile despre moarte în România modernă, sub îndrumarea lui Michel Vovelle (Sorbona,1993) și a susținut o nouă teză de doctorat consacrată vieții și activității jurnalistului revoluționar Jean-Louis Carra, sub conducerea lui Emmanuel Le Roy Ladurie (EHESS, 1999), teză apreciată ca « o contribuție de prim plan la cunoașterea originilor și a cursului Revoluției franceze ». Pe urmele acestei experiențe biografice, Ștefan Lemny a propus o lectură nouă și originală a vieții și operei lui Dimitrie Cantemir și a fiului său, Antioh Cantemir, salutată ca « o contribuție esențială la cunoașterea lumii europene din secolul XVIII ». Preocupările sale vizează istoria culturală și istoriografia și, mai recent, studiul Revoluției franceze din unghiul de vedere al practicilor denunțiative.

## Distincții
- Premiul « Nicolae Iorga », Academia Română, 15 decembrie 2011[18]
- Premiul de Excelență acordat de Ministerul pentru Românii de Pretutindeni (Paris, 29 iunie 2018)[19]
- « Meritul Bucovinei » acordat de Consiliul Județean Suceava, 30 iulie 2018[20]
- Membru de onoare al Institutului de istorie « A. D. Xenopol », Iași, 6 iunie 2019[21]
- Membru al colegiilor revistelor Anuarul Institutului de istorie „A. D. Xenopol”, Iași ; The Romanian Journal of Modern History, Iași ; Revue roumaine d’histoire, București ; Revista de istorie a Moldovei, Chișinău

## Publicații

### Cărți
- Lemny, Ștefan (1986). Originea și cristalizarea ideii de patrie în cultura română. Universitas (ed. Minerva). Bucarest. p. 235.
- Lemny, Ștefan (1988). Românii în secolul XVIII. Monografii istorice. 1 (ed. Universitatea „Alexandru Ioan Cuza”). Iași.
- Lemny, Ștefan (1990). Sensibilitate și istorie în secolul XVIII românesc. Biblioteca de artă (ed. Meridiane). Bucarest. p. 239. ISBN 978-973-33-0111-0. 
  - Lemny, Ștefan (2017) [1990]. Sensibilitate si istorie în secolulu XVIII românesc. Colecția Plural (ed. Polirom). Iași. p. 315. ISBN 978-973-46-6525-9.
- Lemny, Ștefan (2000). Jean-Louis Carra : 1742-1793. Chemins de la mémoire (în franceză) (ed. L'Harmattan). p. 415. ISBN 978-2-7384-9416-0.
- Lemny, Ștefan (2003). Întîlniri cu istoria în secolul XVIII: teme și figuri din spațiul românesc. Historica (ed. Universitatea „Alexandru Ioan Cuza”). Iași. p. 213. ISBN 978-973-8243-84-2.
- Lemny, Ștefan (2009). Les Cantemir : l'aventure européenne d'une famille princière au XVIIIe siècle (în franceză) (ed. Complexe). Paris. p. 367. ISBN 978-2-8048-0170-0. Traducere în limba română: Lemny, Ștefan (2010), Cantemireștii: aventura europeană a unei familii princiare din secolul al XVIII-lea, Historia, tradus de Jeanrenaud, Magda, Iași: Polirom, ISBN 978-973-46-1289-5
- Lemny, Ștefan (2011). Pagini de istorie culturală: idei, mentalități, interferențe. Historica (ed. Universitatea „Alexandru Ioan Cuza”). Iași. p. 186. ISBN 978-973-703-709-1.
- Lemny, Ștefan (2018). Emmanuel Le Roy Ladurie : une vie face à l'histoire (în franceză) (ed. Hermann). Paris. p. 560. ISBN 978-2-7056-9508-8.
- Lemny, Ștefan (2019). Dimitrie Cantemir: un principe român în zorile Luminor europene, Dimitrie Cantemir: a Romanian Prince at the Dawn of the European Enlightenment, Dimitrie Cantemir : un prince roumain à l’aube des Lumières européennes (în română, engleză, și franceză) (ed. Institutul cultural român). Bucarest. p. 186. ISBN 978-973-577-737-1.
- Lemny, Ștefan (2023). Dimitrie Cantemir: un destin românesc în luminile europene (ed. Junimea). Iași. p. 96. ISBN 978-973-37-2667-8.

### Volume editate
- Lemny, Ștefan; Bordeianu, Mihai, ed. (1983). Octavian Goga în corespondență (ed. Minerva). Bucarest. p. 550. OCLC 1170040131.
- Lemny, Ștefan; Zub, Alexandru (1984). Vasile Pârvan interpretat de (ed. Eminescu). Bucarest. p. 432. OCLC 895821518.
- Lemny, Ștefan; Rotaru, Rodica, ed. (1987). Iorga Nicolae, Conferințe: ideea unitǎții românești (ed. Minerva). Bucarest. p. 359. OCLC 490043390.
- Buzatu, Gheorghe; Lemny, Ștefan; Saizu, Ioan, ed. (1988). Eminescu: sens, timp și devenire istorică (ed. Universitatea „Alexandru Ioan Cuza”). Iași. p. 1067.
- Lemny, Ștefan; Istrate, Alexandru, ed. (2021). Istoria românilor din Dacia Traiană. V (ed. Universitatea „Alexandru Ioan Cuza”). Iași. p. 694. ISBN 978-606-714-514-4.
- Lemny, Ștefan, ed. (2023). Alphonse Dupront, de la Roumanie. Europe(s) (în franceză) (ed. Presses de l'Inalco). Paris. p. 340. ISBN 978-2-85831-428-7.

### Alte colaborări în volume colective și reviste (listă selectivă)
- Woolf, Daniel Robert; Brammall, Kathryn M.; Bak, Greg (1998), A global encyclopedia of historical writing, Garland reference library of the humanities (în engleză), Garland publ, ISBN 978-0-8153-1514-8
- Lemay, Edna Hindie (dir.) (2007), Dictionnaire des Législateurs (1791-1792) (în franceză), I–II (ed. Centre international d'étude du XVIIIe siècle), Ferney-Voltaire
- Bochmann, Klaus; Dumbrava, Vasile, ed. (2008), Dimitrie Cantemir: Fürst der Moldau, Gelehrter, Akteur der europäischen Kulturgeschichte, Veröffentlichungen des Moldova-Instituts Leipzig (în germană), Leipziger Universitätsverlag, ISBN 978-3-86583-257-3
- Lemny, Ștefan (2012), „Essais de définition. Délation, dénonciation, délateur, dénonciateur dans les dictionnaires français jusqu'à la révolution”, Annales historiques de la Révolution française (în franceză) (368), pp. 3–31, doi:10.4000/ahrf.12287, ISSN 0003-4436
- Baudin, Rodolphe; Kafanova, Olga, ed. (2012), Pères et fils, Rapports intergénérationnels dans les dynasties d’écrivains et d’artistes (în franceză) (ed. Presses universitaires Blaise Pascal), Clermont-Ferrand
- Canicules et froids extrêmes, L'événement climatique et ses représentations (în franceză), Hermann, 2012, ISBN 978-2-7056-8209-5
- Lemny, Ștefan; Hariuc, Marian I. (2021). „Dialogue historiographique et rapprochement diplomatique : le colloque franco-roumain d'histoire de Bucarest, 6-11 octobre 1969”. Revue historique. 3 (699): 697–716.
- Biard, Michel; Bourdin, Philippe; Leuwers, Hervé, ed. (2022), Dictionnaire des Conventionnels : 1792-1795, Ferney-Voltaire: Centre international d'étude du XVIIIe siècle, ISBN 978-2-84559-153-0
- Lemny, Ștefan (2022), „«L'Affaire» Mircea Eliade au CNRS (1947–1951)”, Schweizerische Zeitschrift für Religions- und Kulturgeschichte (în germană), doi:10.24894/2673-3641.00122, ISSN 2673-3641
- Lemny, Ștefan (2023), „Des sensibilités aux mentalités, des mentalités aux sensibilités: Une histoire en quête de nom”, Revue d'histoire culturelle (în franceză) (6), doi:10.4000/rhc.4743, ISSN 2780-4143